# 石原孟
石原 孟（いしはら たけし、1962年 - ）は、中国出身の風工学者。東京大学大学院工学系研究科教授。風力発電が専門で、新エネルギー・産業技術総合開発機構洋上風力発電等技術研究開発プロジェクトリーダー、福島洋上風力コンソーシアムテクニカルアドバイザー、日本風力エネルギー学会会長等も務めた。

## 人物・経歴
中華人民共和国北京市出身。1985年清華大学工学部工程力学系卒業。航空工学を専攻。卒業後来日し、1989年東京工業大学大学院理工学研究科土木工学専攻修士課程修了。
1992年東京工業大学大学院理工学研究科土木工学専攻博士課程修了、清水建設技術研究所研究員。1999年清水建設技術研究所副主任研究員。
2000年東京大学大学院工学系研究科社会基盤学専攻助教授。2004年東京大学大学院工学系研究科総合研究機構助教授。2008年東京大学大学院工学系研究科社会基盤学専攻教授。2012年新エネルギー・産業技術総合開発機構NEDO技術委員、日本風工学会理事。2014年日本風力エネルギー学会会長。
2015年中南大学兼任教授。2016年国土交通省港湾における洋上風力発電施設検討委員会委員、日本学術振興会科学研究費委員会専門委員。2018年総合資源エネルギー調査会臨時委員。2019年沿岸技術センター洋上風力発電設備検討委員会委員、長崎県長崎海洋産業クラスター形成推進協議会特別顧問、国際航業技術検討ワーキンググループ委員。土木学会フェロー。
風力発電が専門で、新エネルギー・産業技術総合開発機構洋上風力発電等技術研究開発プロジェクトリーダーも兼務。福島洋上風力コンソーシアムではテクニカルアドバイザーを務め、浮体式洋上風力発電設備「ふくしま未来」の開発を行った。

## 監訳
- マティアス・ランゲ, ウルリッヒ・フォッケン共著『風力発電出力の短期予測 : 電力の安定供給に向けて』オーム社 2012年